# Edna (Frau des Raguël)
Edna (hebräisch: „Wonne, Lieblichkeit“) ist eine Nebenfigur des deuterokanonischen bzw. apokryphen Buches Tobit im Alten Testament.
Edna ist die Frau des Raguël, eines Verwandten des Tobit und dessen Sohnes Tobias. Ednas Tochter Sara wird von einem Dämon geliebt, der ihr sieben Ehemänner in der jeweiligen Hochzeitsnacht getötet hat. Tobias nimmt Sara zur Frau, nachdem ihm der Erzengel Raphael einen Räucherzauber gegen den Dämon Aschmodai verraten hat. Dadurch wendet sich das Schicksal beider Familien zum Guten.
Der literarische Plot der Geschichte stellt parabelhaft zwei Familien gegenüber: Tobit und seine Frau Hanna mit Sohn Tobias einerseits, Raguël und seine Frau Edna mit Tochter Sara andererseits. Während Hanna die Rolle der Skeptikerin einnimmt, die das Gottvertrauen ihres Mannes bespöttelt und stets mit dem Schlimmsten rechnet, spielt Edna die Rolle der Gläubigen, die wider den äußeren Anschein auf die Rettung durch Gott vertraut und auch ihre Tochter zum Gottvertrauen auffordert (Tob 7,17 ). Mit dem gleichen festen Glauben segnet sie später ihren Schwiegersohn Tobias und vertraut ihm die eigenen Tochter an (Tob 10,13 ).